# Santa Rosa Mamalik
Santa Rosa Mamalik är en ort i Mexiko.   Den ligger i kommunen Chilón och delstaten Chiapas, i den sydöstra delen av landet, 800 km öster om huvudstaden Mexico City. Santa Rosa Mamalik ligger 1 437 meter över havet och antalet invånare är 463.
Terrängen runt Santa Rosa Mamalik är huvudsakligen kuperad, men åt sydost är den bergig. Santa Rosa Mamalik ligger uppe på en höjd. Runt Santa Rosa Mamalik är det glesbefolkat, med 16 invånare per kvadratkilometer. Närmaste större samhälle är Ocosingo, 19,2 km sydost om Santa Rosa Mamalik. I omgivningarna runt Santa Rosa Mamalik växer i huvudsak städsegrön lövskog.